# Fantômas contre Fantômas (pel·lícula de 1914)
Fantômas contre Fantômas és una pel·lícula de Louis Feuillade, estrenada el 1914. Aquesta és la quarta d'una sèrie de 5 pel·lícules. La seguira Le Faux Magistrat el 1914.

## Sinopsi
Indignada perquè Fantômas encara no estigui entre reixes, la premsa llança una campanya per acusar el comissari Juve de ser el mateix criminal. Davant la pressió mediàtica, Juve és arrestat, però Fantômas està massa content de poder alimentar els rumors fent escapar la Juve per segrestar-lo...
Mentre Fandor porta a terme la seva pròpia investigació, Tom Bob, un detectiu nord-americà, ve a ajudar (i ridiculitzar) la policia francesa en total desordre. Es divideix en quatre episodis:
1. Fantômas et l'Opinion publique
2. Le Mur qui saigne
3. Fantômas contre Fantômas
4. Le Règlement de comptes

## Repartiment
- Georges Melchior: Jérôme Fandor, periodista
- René Navarre: Fantômas / Pare Moche, usurpador / Detectiu Tom Bob
- Edmund Breon: Inspector Juve
- Renée Carl: Lady Beltham / Gran Duquessa Alexandra
- Naudier: guàrdia de la presó Nibet
- Yvette Andréyor: Josephine
- Laurent Morléas: L'apache Paulet, assassí del caixer
- Georges Maury:[4] Havard, el cap de seguretat
- Louise Lagrange: clienta del pare Moche
- Jane Faber: Princesa Danidoff

## Sobre la pel·lícula
- Remake el 1949 : Fantômas contre Fantômas de Robert Vernay